# クック諸島の国王名代
クック諸島の国王名代（クックしょとうのこくおうみょうだい、英語: King's Representative、ラロトンガ語: Te Kauono o te Ariki）は、英連邦王国に属するクック諸島の国家元首である国王（イギリス国王が兼ねる）の代理人である。他の英連邦王国における総督に相当する。女王の治世下では女王名代（Queen's Representative）と呼称される。
また政府の最高意思決定機関で、同国の首相および全閣僚から成る執行評議会の議長を務める。執行評議会のメンバーは国王名代が国王に代わって任命する。執行評議会は同国の政府運営について国王名代に助言を行うことを主な職務とし、国王名代は自身が留保している事柄を除き、執行評議会の助言に基づいて職務を遂行する。

## 国王名代の一覧
| 代 | 画像                 | 氏名                                       | 任期           | 任期           | 任期         | 君主          | 首相         |
| 代 | 画像                 | 氏名                                       | 就任           | 退任           | 期間         | 君主          | 首相         |
| -- | -------------------- | ------------------------------------------ | -------------- | -------------- | ------------ | ------------- | ------------ |
| 1  |                      | サー・ギャバン・ドネ                       | 1982年4月6日   | 1984年9月18日  | 2年 + 165日  | エリザベス2世 | トム・デビス |
| 1  | ジョフリー・ヘンリー | サー・ギャバン・ドネ                       | 1982年4月6日   | 1984年9月18日  | 2年 + 165日  | エリザベス2世 |              |
| 1  | トム・デビス         | サー・ギャバン・ドネ                       | 1982年4月6日   | 1984年9月18日  | 2年 + 165日  | エリザベス2世 |              |
| -  |                      | サー・グラハム・スパイト （代行）          | 1984年9月18日  | 1984年12月19日 | 92日         | エリザベス2世 |              |
| 2  |                      | サー・タンガロア・タンガロア               | 1984年12月19日 | 1990年12月19日 | 6年 + 0日    | エリザベス2世 |              |
| 2  | ププケ・ロバティ     | サー・タンガロア・タンガロア               | 1984年12月19日 | 1990年12月19日 | 6年 + 0日    | エリザベス2世 |              |
| 2  | ジョフリー・ヘンリー | サー・タンガロア・タンガロア               | 1984年12月19日 | 1990年12月19日 | 6年 + 0日    | エリザベス2世 |              |
| 3  |                      | サー・アペネラ・ショート                   | 1990年12月19日 | 2000年2月14日  | 9年 + 57日   | エリザベス2世 |              |
| 3  | ジョー・ウィリアムズ | サー・アペネラ・ショート                   | 1990年12月19日 | 2000年2月14日  | 9年 + 57日   | エリザベス2世 |              |
| 3  | テレパイ・マオアテ   | サー・アペネラ・ショート                   | 1990年12月19日 | 2000年2月14日  | 9年 + 57日   | エリザベス2世 |              |
| -  |                      | ローレンス・グレイク （代行）              | 2000年11月14日 | 2001年2月9日   | 87日         | エリザベス2世 |              |
| 4  |                      | サー・フレデリック・トゥトゥ・グッドウィン | 2001年2月9日   | 2013年7月27日  | 12年 + 168日 | エリザベス2世 |              |
| 4  | ロバート・ウーントン | サー・フレデリック・トゥトゥ・グッドウィン | 2001年2月9日   | 2013年7月27日  | 12年 + 168日 | エリザベス2世 |              |
| 4  | ジル・マルライ       | サー・フレデリック・トゥトゥ・グッドウィン | 2001年2月9日   | 2013年7月27日  | 12年 + 168日 | エリザベス2世 |              |
| 4  | ヘンリー・プナ       | サー・フレデリック・トゥトゥ・グッドウィン | 2001年2月9日   | 2013年7月27日  | 12年 + 168日 | エリザベス2世 |              |
| 5  |                      | サー・トム・マースターズ                   | 2013年7月27日  | 現職           | 11年 + 231日 | エリザベス2世 |              |
| 5  | マーク・ブラウン     | サー・トム・マースターズ                   | 2013年7月27日  | 現職           | 11年 + 231日 | エリザベス2世 |              |
| 5  | チャールズ3世        | サー・トム・マースターズ                   | 2013年7月27日  | 現職           | 11年 + 231日 |               |              |